# Dacnusa lugens
Dacnusa lugens är en stekelart som först beskrevs av Alexander Henry Haliday 1839.  Dacnusa lugens ingår i släktet Dacnusa och familjen bracksteklar. Inga underarter finns listade i Catalogue of Life.